# Esquirol terrestre de Mentawai
L'esquirol terrestre de Mentawai (Lariscus obscurus) és una espècie de rosegador de la família dels esciúrids. És endèmic de l'arxipèlag de Mentawai (Indonèsia). Encara que no es disposa d'informació sobre el comportament d'aquesta espècie, basant-se en el de parents propers es creu que es tracta d'un animal diürn que viu als boscos secundaris, els matollars i les vores dels boscos. Està amenaçat per la degradació del seu entorn i la competència de les rates Rattus rattus i R. tiomanicus.